# أشوتوش ميهتا
أشوتوش ميهتا (بالإنجليزية: Ashutosh Mehta)‏ هو لاعب كرة قدم هندي في مركز ظهير ‏، ولد في 21 فبراير 1991 في سورت في الهند. لعب مع مومباي سيتي ونادي مدينة بونه لكرة القدم ونادي مومباي لكرة القدم.

## وصلات خارجية
- أشوتوش ميهتا على موقع قاعدة بيانات كرة القدم.إي يو (الإنجليزية)
- أشوتوش ميهتا على موقع ناشيونال فوتبول تيمز (الإنجليزية)
- أشوتوش ميهتا على موقع Soccerway.com (الإنجليزية)
- أشوتوش ميهتا على موقع GSA (الإنجليزية)